# Alan Fletcher (actor)
Alan Fletcher (Perth, Australia Occidental; 30 de marzo de 1957) es un actor y músico australiano, más conocido por interpretar en Neighbours al residente Karl Kennedy, uno de los personajes que más ha permanecido en el programa y uno de los más queridos por el público.

## Biografía
Alan tiene tres hermanos menores. Se graduó del Wesley College en Perth. Es un miembro destacado de la alianza de medios de comunicación, entretenimiento y artes en Australia.
Es muy buen amigo de la actriz Jackie Woodburne, quien interpreta a su esposa Susan Kennedy en Neighbours, anteriormente Alan y Jackie habían trabajado juntos en la serie de 1970, Cop Shop, donde sus personajes Fran y Gina Rossi eran hermanos. 
Desde 1990 Alan está casado con la antigua periodista de la cadena Network Ten de Melbourne, Jennifer Hansen, con quien tiene dos hijos Veronica y Tom.

## Carrera
Alan ha aparecido en numerosas obras teatrales, películas y series de televisión.
Entre algunas de sus participaciones en televisión y películas se encuentran Litoff, Mercy Mission, All The Rivers Run II, One Thousand Skies, Gross Misconduct, All The Rivers Run II, Crime Time, Cool Change, Falcon Island, entre otras.
En 1977 interpretó al policía Frank Rossi en la serie policial Cop Shop. 
En 1981 apareció en la serie americana The Love Boat, donde interpretó a Martin Blake en la primera y segunda parte del episodio "Farnsworth's Fling/Three in a Bed/I Remember Helen/Merrill, Melanie & Melanesia/Gopher Farnsworth Smith". En 1985 interpretó a Jeff en la aclamada película dramática Fran.
En 1986 interpretó a Frank Vittorio en la miniserie Sword of Honour, en donde se mostró las trágicas consecuencias de la guerra de Vietnam.
En 1987 se unió al elenco de la exitosa serie australiana Neighbours, donde interpreta al doctor Karl Kennedy, hasta la actualidad. Karl es esposo Susan y padre de Malcolm, Libby & Billy Kennedy y de Holly Hoyland. Karl es una figura paterna y fuente de inspiración para los varios de los residentes de la calle Ramsay. Antes obtener el papel de Karl en la serie, Alan interpretó durante tres semanas a Greg Cooper, un boxeador deshonesto que trabajaba en el garaje de Jim.
En 1992 interpretó al cónsul australiano Michael Clayton, en la serie Embassy. Por su actuación fue nominado a un premio AFI en la categoría de mejor actor en una serie.
En enero de 2007 se unió a la segunda temporada del programa de televisión del Reino Unido Soapstar Superstars, pero quedó en el sexto lugar. Durante el primer día interpretó "Faith" (de George Michae), el segundo día "Bridge over Troubled Water" (de Simon & Garfunkel), el tercero Tears in Heaven (de Eric Clapton), el cuarto "Can't Take My Eyes Off You" (de Andy Williams) y el quinto día interpretó "Don't Let the Sun Go Down on Me" (de Elton John).

## Carrera musical
Además de actuar Alan es cantante y guitarrista de la banda Waiting Room, la cual se formó en el 2004. La banda está conformada por Alan y los músicos Tommy Rando y Chris Hawker. El sonido de la banda fue ampliado y complementado con la adición del baterista Jeff Consi, quien se unió al grupo en el 2006. Algunas de las canciones que ha interpretado el grupo son A Predict a Riot, It's Your Fault, Just Like Me, Give Me Another Chance, entre otras.
Su sencillo So Wrong, fue lanzado el 26 de noviembre de 2007, seguido de su nuevo álbum Live the Elephant el 17 de diciembre del mismo año. El 30 de octubre Fletcher cantó Wonderwall de Oasis para la BBC Radio 1's Live Lounge.
La banda escribió la canción Sleeping Alongside Susan, la cual está basada en el personaje de Alan, Karl Kennedy, después de que este engañara a su esposa Susan con Izzy Hoyland.
El 15 de mayo de 2009 Alan anunció a través de su página oficial que estaba de gira en el Reino Unido con una nueva banda The X-Rays, la banda estuvo de gira de septiembre a octubre del mismo año. Durante los conciertos se tocaron algunos de los temas originales de Waiting Room. The X-Rays, está conformada por los músicos del Reino Unido, Johnny Lucas, Chris Hanby y Martin Stewart.
Alan continúa presentándose cada semana en Melbourne con su grupo Waiting Room.

## Filmografía

### Series de televisión
| Año             | Título                 | Personaje           | Notas                            |
| --------------- | ---------------------- | ------------------- | -------------------------------- |
| 1987 - presente | Neighbours             | Karl Kennedy        | 3,068 episodios                  |
| 2006            | Thank Good You're Here | Elenco Adicional    | episodio # 2.7                   |
| 1994            | G.P.                   | Rick Cameron        | episodio "All of Me"             |
| 1993            | Time Trax              | Mr. Davenport       | eppisodio "To Kill a Billionare" |
| 1992            | Bony                   | Pryor               | episodio "Looks Can Kill"        |
| 1992            | Lift Off               | Harry Stinson       | -                                |
| 1992            | Embassy                | Michael Clayton     | -                                |
| 1990            | Fast Forward           | Artista Invitado    | 2 episodios                      |
| 1986            | Sword of Honour        | Frank Vittorio      | miniserie                        |
| 1985            | A Thousand Skies       | John Stannage       | miniserie                        |
| 1981            | The Love Boat          | Martin Blake        | 2 episodios                      |
| 1977            | Cop Shop               | Oficial Frank Rossi | -                                |

### Películas
| Año  | Título                                  | Personaje          | Notas                                                  |
| ---- | --------------------------------------- | ------------------ | ------------------------------------------------------ |
| 1993 | Mercy Mission: The Rescue of Flight 771 | Frank              | junto a Robert Loggia & Scott Bakula                   |
| 1993 | Gross Misconduct                        | Henry Landers      | junto a Jimmy Smits & Naomi Watts                      |
| 1990 | What the Moon Saw                       | Mr. Esposito       | -                                                      |
| 1990 | Return Home                             | Barry              | -                                                      |
| 1990 | All The Rivers Run II                   | Sargento McLean    | -                                                      |
| 1990 | Beyond My Reach                         | Alex Gower         | junto a Nicholas Hammond, Terri Garber & David Roberts |
| 1986 | Crime Time                              | Charlie Cunningham | -                                                      |
| 1986 | Cool Change                             | Rob Mitchell       | -                                                      |
| 1985 | Fran                                    | Jeff               | junto a Noni Hazlehurst, Steve Jodrell & Annie Byron   |

### Director
| Año  | Título                               | Notas           |
| ---- | ------------------------------------ | --------------- |
| 1988 | The Proposal & A Respectable Wedding | obra - director |

### Teatro y pantomima
| Año  | Obra                                 | Personaje     | Director        | Teatro                | Notas                                                                 |
| ---- | ------------------------------------ | ------------- | --------------- | --------------------- | --------------------------------------------------------------------- |
| 2008 | Peter Pan (pantomima)                | Captain Hook  | Bryce Ives      | His Majesty's Theatre | junto a Keith Jack, Alan McHugh & Jordan Young                        |
| 2008 | Call Girl the Musical                | Frank McGee   | Bryce Ives      | Phoenix Theatre       | junto a Laura Burzacott, Jeremy Hopkins & Trevor Major                |
| 2005 | My Fair Lady                         | Henry Higgins | Darien Sticklen | Comedy Theatre        | junto a Chris Durling, Jon English, Marty Fields & Babs McMillan      |
| 1999 | Mame (musical)                       | -             | -               | Mame Theatre          | junto a Rhonda Burchmore                                              |
| 1994 | There's One In Every Marriage        | -             | Babs McMillan   | Mietta's Theatre      | junto a Peter O'Brien, Margot Knight, Genevieve Picot & James Wright  |
| 1989 | Heart For The Future                 | -             | Roger Hodgman   | Playhouse Theatre     | junto a Brandon Burke, Victoria Eagger & Dennis Coard                 |
| 1989 | Top Silk                             | -             | Graeme Blundell | Athenaeum Theatre     | junto a Tina Bursill, Geoff Morrell, Vince Martin & Leo Wockner       |
| 1988 | The Proposal & A Respectable Wedding | -             | Roger Hodgman   | Russell St. Theatre   | junto a Genevieve Picot, Frank Gallacher, Philip Holder & Nicki Wendt |
| 1987 | The Three Musketeers                 | Aramis        | Simon Phillips  | Playhouse Theatre     | junto a Janet Andrewartha, Shane Bourne & Richard Roxburgh            |
| -    | Death of a Salesman                  | Hap Loman     | -               | -                     | junto a Warren Mitchell                                               |
| -    | Jack and the Beanstalk               | -             | -               | -                     | -                                                                     |
| -    | The Great Australian Dog of the Year | -             | -               | -                     | -                                                                     |
| -    | Wish You Were Here                   | -             | -               | -                     | junto a su esposa Jennifer Hansen                                     |

### Apariciones
| Año  | Programa           | Notas                      |
| ---- | ------------------ | -------------------------- |
| 2007 | Soapstar Superstar | 10 episodios - concursante |

## Premios y nominaciones
| Año  | Categoría                  | Premio                          | Serie      | Resultado |
| ---- | -------------------------- | ------------------------------- | ---------- | --------- |
| 2016 | Best Daytime Star          | Inside Soap Award               | Neighbours | Ganador   |
| 2011 | Best Daytime Star          | Inside Soap Award               | Neighbours | Nominado  |
| 2008 | Best On-Screen Partnership | Digital Spy Soup Award          | Neighbours | Nominado  |
| 2008 | Most Popular Actor         | Digital Spy Soup Award          | Neighbours | Nominado  |
| 1990 | Best Actor in a Series     | Australian Film Institute Award | Embassy    | Nominado  |